# 普诺大区
普諾大區（Departamento de Puno）是秘魯東南部的一個大區，東鄰玻利維亞，北鄰馬德雷德迪奧斯大區，西鄰庫斯科大區和阿雷基帕大區，西南面接壤莫克瓜大區，南面接壤塔克納大區。其中一部分為的的喀喀湖湖面。首府普諾位於的的喀喀湖上，位於一個稱作阿爾蒂普拉諾高原的地域。最大城市為胡利亞卡。
古代普諾大區是蒂亞瓦納科文明（800年–1200年）的領土，它展現出橫跨秘魯和玻利維亞的艾馬拉人的最高文化成就。印加帝國在15世紀佔領了這些土地，然後就是西班牙人，他們受到那裡採礦業發展的吸引，在整個地區留下了重要的殖民地遺產。

## 地理
普諾大區位於科勞高原，的的喀喀湖西部由普諾大區管轄。安第斯山脈佔大區總面積的70％，其餘則被亞馬遜雨林覆蓋。
湖中有許多島嶼，其居民繼續按照其祖先的習俗和傳統生活。烏魯族即屬一例；他們居住在人造的龍舌蘭蘆葦（托托拉草，totora）「浮島」上，用龍舌蘭蘆葦造的傳統船隻航行。塔基勒（Taquile）、蘇阿西（Suasi）和阿曼丹尼（Amantaní）因其對居民的友善，祖傳的編織技能，前哥倫佈時期的建築以及美麗的鄉村而聞名。的的喀喀國家保護區（36,180公頃）保護著大片的龍舌蘭蘆葦和各種動植物。
氣候寒冷乾燥，有四個月的雨季。另一方面，雨林的氣候溫暖。水資源取自的的喀喀湖、50個潟湖和300多條河流。 地下水還具有重要潛力。

## 行政區劃
普諾大區分為13個省（provincias，單數：provincia），共有107個區（distritos，單數：distrito）。下轄省份（首府在括號內）如下：
- 阿桑加羅省（阿桑加羅）
- 卡拉瓦亞省（馬庫薩尼）
- 丘奎托省（胡利）
- 埃爾科廖省（伊拉韋）
- 萬卡內省（萬卡內）
- 蘭帕省（蘭帕）
- 梅爾加省（阿亞維里）
- 莫奥省（莫奥）
- 普諾省（普諾）
- 聖安東尼奧德普蒂納省（普蒂納）
- 桑迪亞省（桑迪亞）
- 聖羅曼省（胡利亞卡）
- 永古約省（永古約）

## 歷史
在古代，科拉高高原上居住著艾馬拉族（科利亞、扎帕納、卡拉瓦約和盧帕卡）。克丘亞族後來來了。
根據歷史學家印卡·加西拉索·德拉維加，這些古代史與曼科·卡帕克和瑪瑪·奧克略的傳說相吻合，後者從的喀喀湖水域湧現，創造了印加帝國。
艾馬拉文化（又稱普蒂納文化）是當地最重要，最具影響力的前西班牙文化。
總督轄區時期，普諾是前往玻利維亞波托西的旅行者的必經之路。1668年，總督孔德·雷莫斯（Conde de Lemos）將聖胡安·包蒂斯塔·德普諾（San Juan Bautista de Puno）設立為波卡科拉省（Paucarcolla）的首府。後來，它被稱為聖卡洛斯·德普諾，以紀念西班牙國王卡洛斯二世。
1870年，設立了阿雷基帕-普諾（Arequipa-Puno）鐵路路線，並開始了的的喀喀湖的航行。
2007年，一顆隕石降落在當地，在當地人中引發了廣泛的疾病。疾病的確切原因尚不清楚，但推測是由於撞擊熱釋放的砷或其他有毒化學物質的結果。

## 語言和民族
原住民在普諾大區佔多數。直到2011年，41.4%普諾大區居民講克丘亞語，30.39%講艾馬拉語；0.05%講屬於濒危语言的Ashaninka語言；而0.03%講其他原住民語言。只講西班牙語的人佔總人口的28.1％。
根據2007年秘魯人口普查，大多數居民最先學習的語言是克丘亞語（38.01％），其次是西班牙語（34.81％）和艾馬拉語（26.93％）。普諾大區所用的克丘亞語變體是庫斯科-科勞克丘亞語。以下表格顯示普諾大區各省最先學習語言的數據：
| 省         | 克丘亞語 | 艾馬拉語 | Asháninka語言 | 其他原住民語言 | 西班牙語 | 外語 | 聾啞  | 總數      |
| ---------- | -------- | -------- | ------------- | -------------- | -------- | ---- | ----- | --------- |
| 阿桑加羅省 | 104,456  | 364      | 12            | 136            | 23,759   | 6    | 172   | 128,905   |
| 卡拉瓦亞省 | 57,703   | 426      | 6             | 23             | 10,385   | 14   | 39    | 68,596    |
| 丘奎托省   | 673      | 86,305   | 170           | 33             | 31,964   | 8    | 127   | 119,280   |
| 埃爾科廖省 | 503      | 59,347   | 116           | 17             | 17,505   | 1    | 78    | 77,567    |
| 萬卡內省   | 20,400   | 35,249   | 32            | 11             | 10,392   | 5    | 93    | 66,182    |
| 蘭帕省     | 34,085   | 168      | 7             | 13             | 11,357   | 16   | 68    | 45,714    |
| 梅爾加省   | 49,655   | 163      | 4             | 13             | 20,479   | 13   | 65    | 70,392    |
| 莫奥省     | 146      | 22,592   | 41            | 3              | 3,624    | -    | 41    | 26,447    |
| 普諾省     | 60,261   | 57,716   | 119           | 37             | 98,875   | 625  | 166   | 217,799   |
| 普蒂納省   | 28,537   | 4,439    | 15            | 24             | 14,328   | 1    | 39    | 47,383    |
| 聖羅曼省   | 67,746   | 19,399   | 48            | 60             | 139,850  | 40   | 176   | 227,319   |
| 桑迪亞省   | 31,399   | 6,117    | 14            | 4              | 20,702   | 4    | 57    | 58,297    |
| 永古約省   | 252      | 30,691   | 57            | 18             | 14,177   | 10   | 32    | 45,237    |
| 總數       | 455,816  | 322,976  | 641           | 392            | 417,397  | 743  | 1,153 | 1,199,118 |
| %          | 38.01    | 26.93    | 0.05          | 0.03           | 34.81    | 0.06 | 0.10  | 100.00    |

## 旅遊業

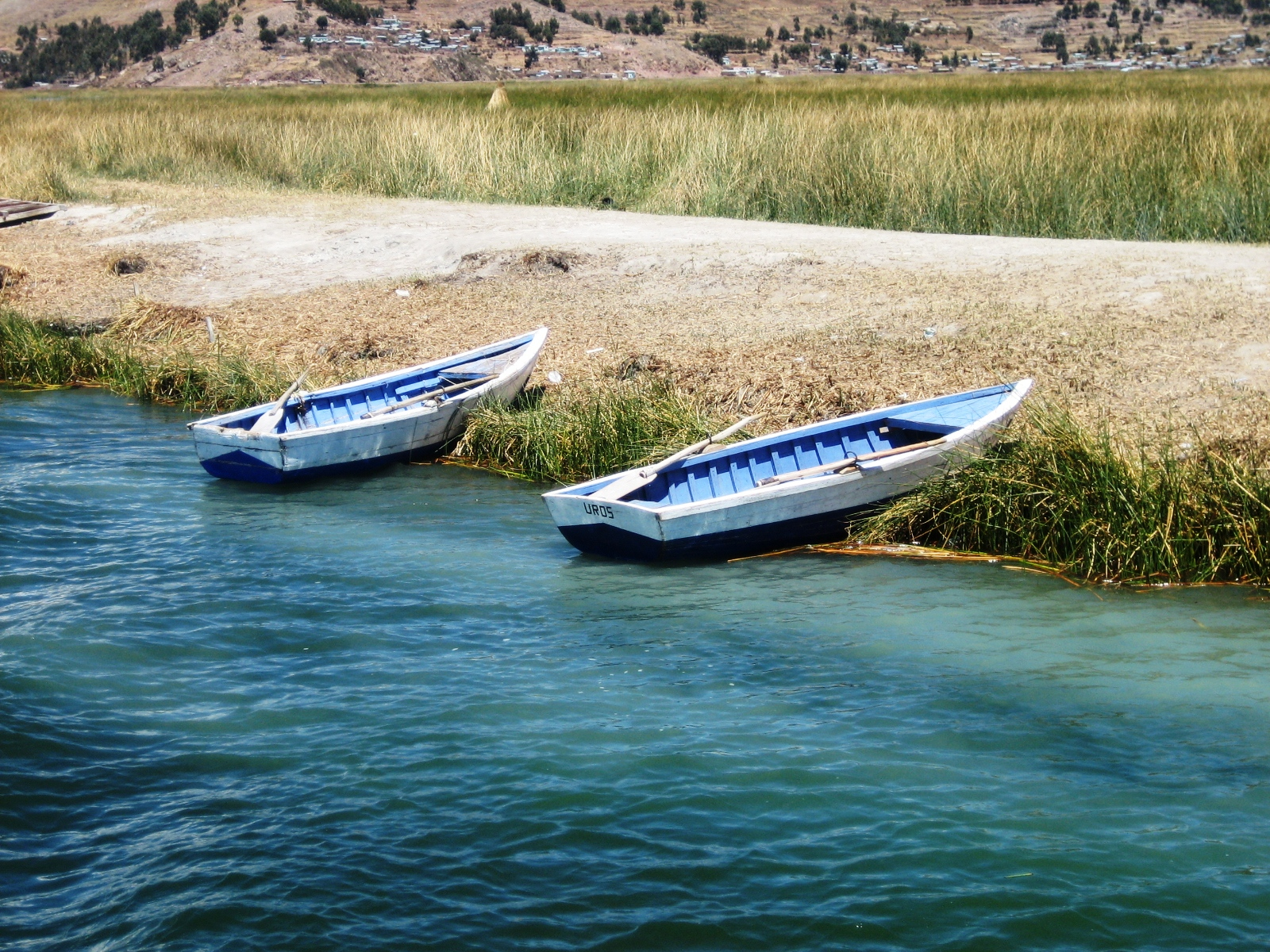
普諾的烏魯族浮島。

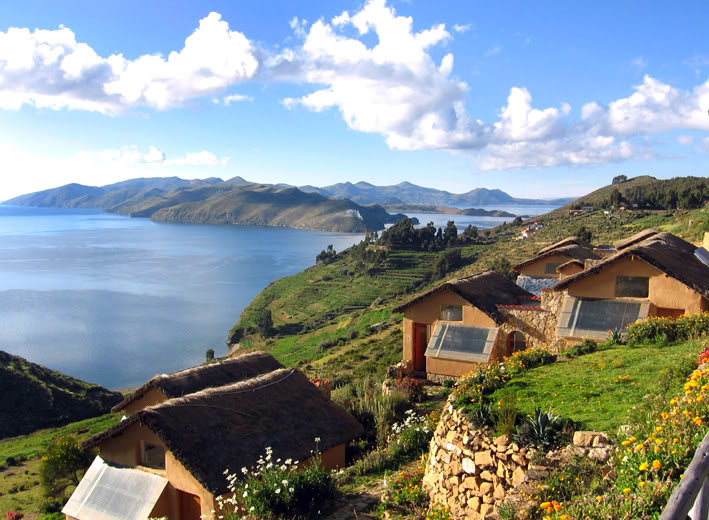
蘇亞斯島。

普諾大區的旅遊業日益興盛，有多家旅行社以及從低價旅館到高端酒店的酒店服務。